# Oriol Servià

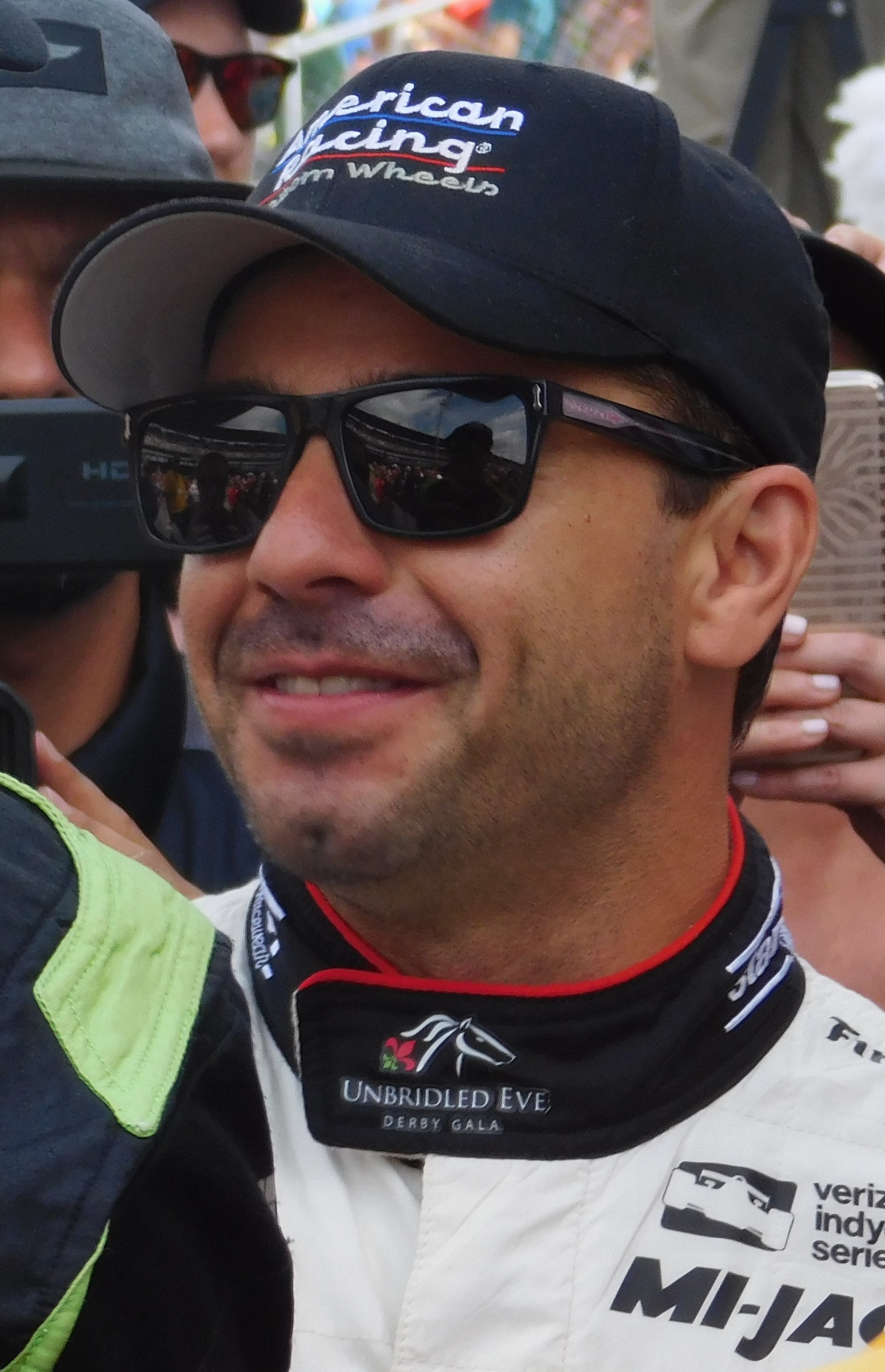
Oriol Servià 2017

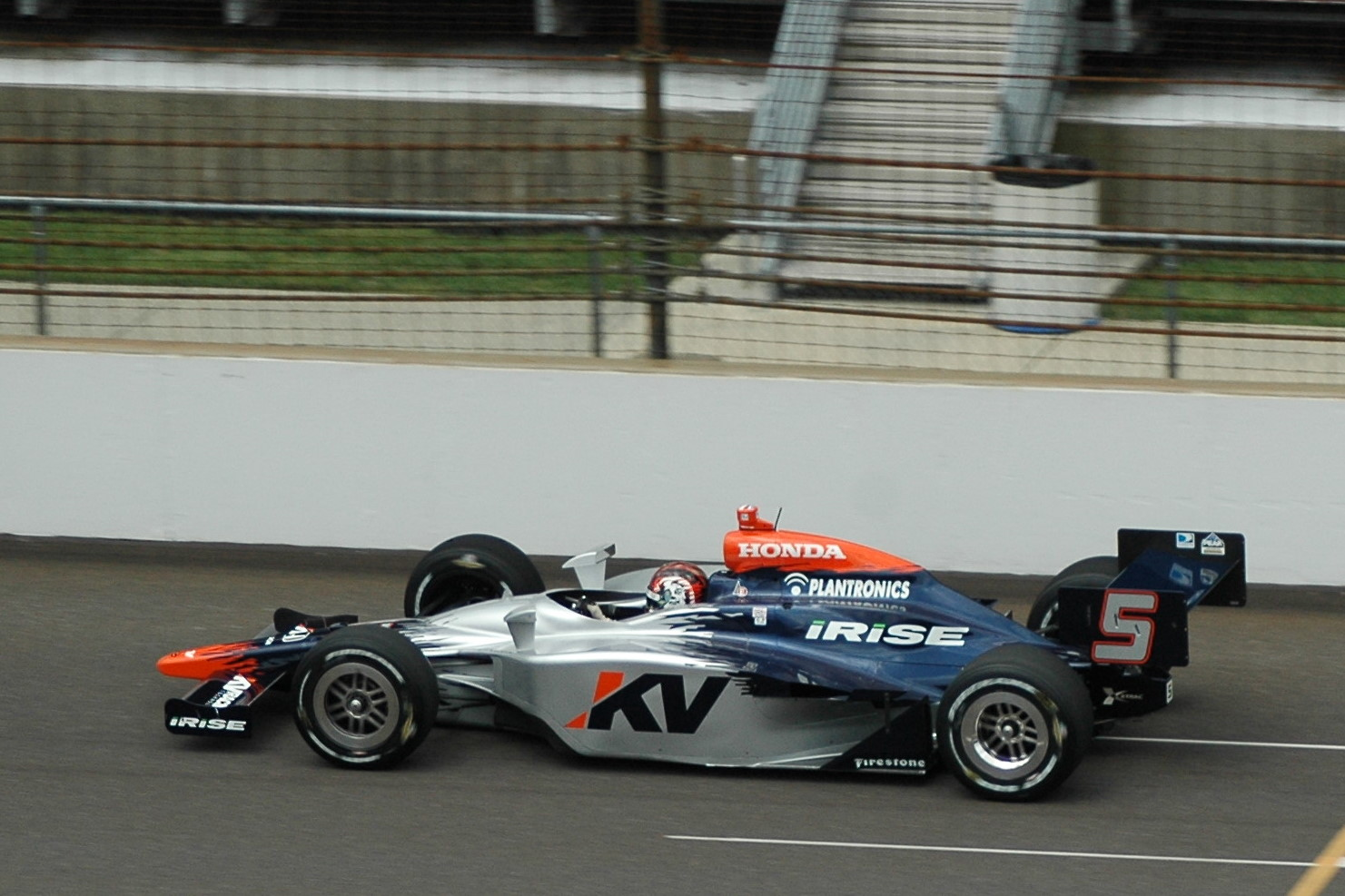
Servià beim Indianapolis 500 2008

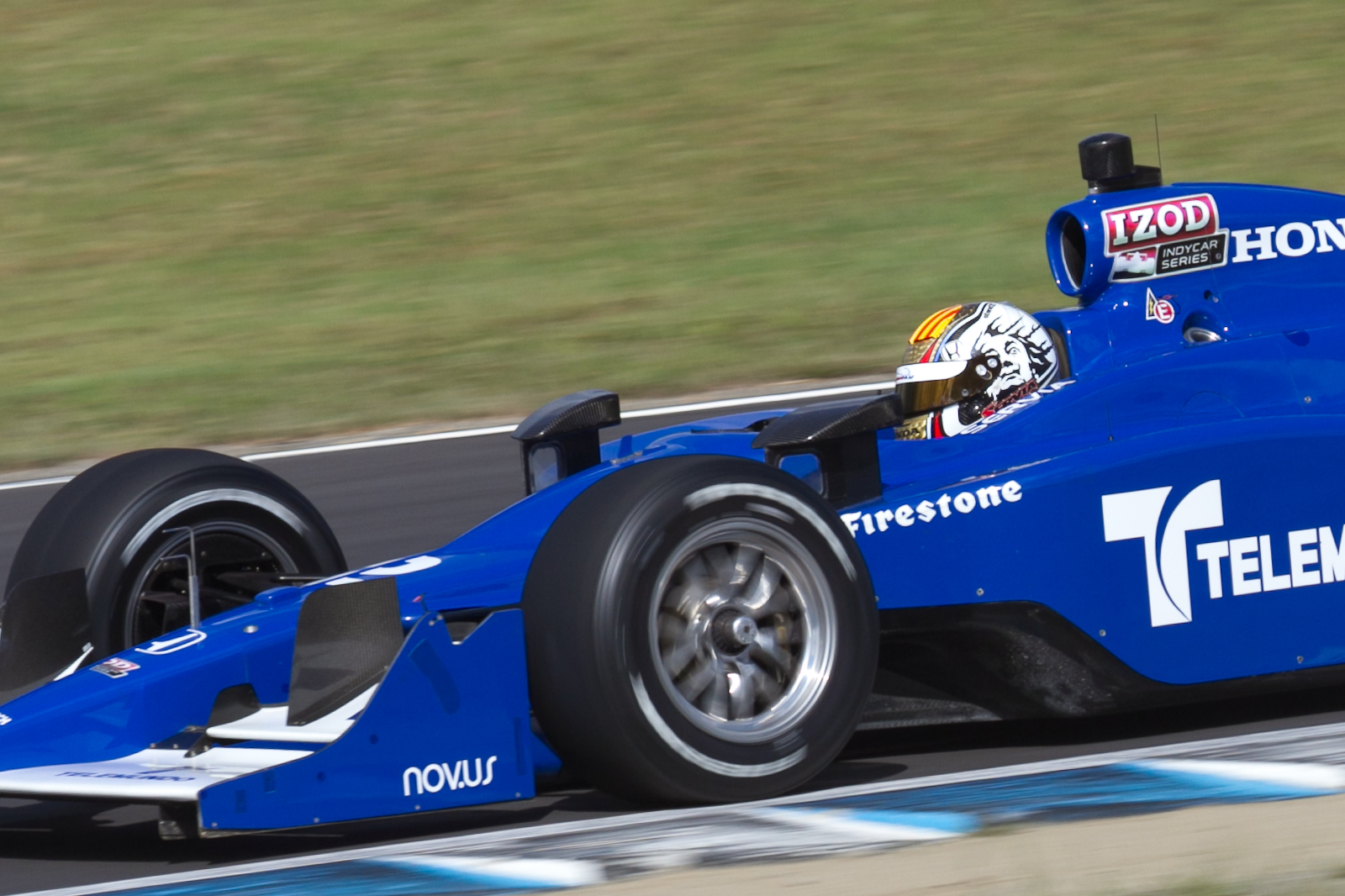
Servià kehrte 2011 für Newman/Haas Racing in die IndyCar Series zurück

Oriol Servià i Imbers (* 13. Juli 1974 in Pals, Katalonien, Spanien) ist ein ehemaliger spanischer Automobilrennfahrer. 1999 wurde er Meister der Indy Lights. Er fuhr von 2000 bis 2007 in der Champ-Car-Serie. 2006 wurde er Vizemeister in dieser Meisterschaft. Von 2008 bis 2016 startete er, mit Unterbrechungen, in der IndyCar Series. Seit 2015 ist er Managing Director bei Dragon Racing.

## Karriere
Servià begann seine Motorsportkarriere 1988 im Kartsport, in dem er bis 1991 aktiv war. 1993 wechselte er in den Formelsport und wurde Vizemeister der französischen Formel Renault Campus. 1995 startete er in der französischen Formel Renault und schloss die Saison auf dem sechsten Rang ab. Außerdem trat er in der Eurocup Formel Renault und im französischen Porsche Carrera Cup an. 1996 wechselte Servià in die französische Formel-3-Meisterschaft. Für Winfield startend beendete er die Saison auf dem fünften Gesamtrang und setzte sich teamintern gegen Stéphane Sarrazin durch. 1997 bestritt Servià für La Filière seine zweite Saison in der französischen Formel-3-Meisterschaft. Zwar gewann er ein Rennen, in der Gesamtwertung fiel er allerdings auf den achten Platz zurück und unterlag damit seinem Teamkollegen Franck Montagny. Außerdem startete er bei einem Rennen der britischen Formel 3 und wurde Sechster beim Macau Grand Prix.
1998 wechselte Servià in die nordamerikanische Indy Lights zu Dorricott Racing. Mit zwei Podest-Platzierungen schloss er die Saison auf dem siebten Platz in der Meisterschaft ab. 1999 bestritt Servià seine zweite Indy-Lights-Saison für Dorricott Racing. Er stand fünfmal auf dem Podium und entschied die Meisterschaft vor seinem Teamkollegen Casey Mears mit 130 zu 116 Punkten für sich. Beide Piloten blieben in der Saison jedoch ohne Sieg.
2000 wechselte Servià in die CART zu PPI Motorsports und wurde Teamkollege von Cristiano da Matta. Mit einem dritten Platz als bestes Resultat beendete er die Saison auf dem 15. Platz in der Gesamtwertung. Teamintern unterlag er da Matta mit 60 zu 112 Punkten. 2001 bestritt Servià seine zweite CART-Saison für Sigma Autosport, die nur mit einem Fahrzeug antraten. Seine besten Ergebnisse waren zwei fünfte Plätze und er schloss die Saison auf dem 19. Platz in der Meisterschaft ab. 2002 begann Servià die Saison bei PWR Championship Racing. Nach den ersten drei Rennen verließ er das Team und wechselte kurzzeitig in die Indy Racing League zu Walker Racing. Er versuchte sich fürs Indianapolis 500 zu qualifizieren, scheiterte aber. Anschließend kehrte er in die CART zurück und ersetzte Townsend Bell bei Patrick Racing. Am Saisonende belegte er mit einem vierten Platz als bestes Ergebnis den 16. Platz in der Fahrerwertung.
2003 blieb Servià bei Patrick Racing. Mit zwei zweiten Plätzen und einem dritten Platz erreichte er drei Podest-Platzierungen. Am Saisonende wurde er Siebter in der Meisterschaft. Nachdem sich die Meisterschaft 2004 in Champ Car umbenannt hatte, wechselte Servià zu Dale Coyne Racing, wo er wechselnde Teamkollegen hatte. Er entschied die teaminternen Duelle gegen alle Teamkollegen für sich und schloss die Saison mit einem dritten Platz auf dem zehnten Gesamtrang ab. 2005 begann er die Saison bei Dale Coyne Racing. Zum dritten Rennen wechselte Servià zu Newman/Haas Racing, um den verletzten Bruno Junqueira, der die restliche Saison ausfiel, zu ersetzen. Er gewann das Rennen auf dem Circuit Gilles-Villeneuve und beendete sechs weitere Rennen auf dem Podium. Am Saisonende musste er sich nur seinem Teamkollegen Sébastien Bourdais geschlagen geben und wurde Vizemeister.
Nach Junqueiras Rückkehr wechselte Servià 2006 innerhalb der Champ Car zu PKV Racing. Mit einem dritten Platz beendete er ein Rennen auf dem Podium und belegte den elften Platz in der Meisterschaft. Seine Teamkollegin Katherine Legge, die 16. wurde, ließ er hinter sich. 2007 war Servià zunächst ohne Cockpit. Nachdem sich Paul Tracy im ersten Rennen verletzt hatte, ersetzte er diesen für die beiden folgenden Rennen für Forsythe Racing. Er beendete die Rennen auf den Plätzen zwei und vier. Nachdem Tracy wieder fit war, erhielt Servià das andere Forsysthe-Cockpit, in dem er Mario Domínguez ablöste. Er beendete ein weiteres Rennen als Dritter auf dem Podest, wurde aber für die letzten beiden Rennen der Saison durch David Martínez ersetzt. Servià wechselte daraufhin zurück zu PKV Racing, wo Tristan Gommendy die Sponsorgelder ausgegangen waren. Im Saisonfinale wurde er erneut Dritter. Am Saisonende belegte er den sechsten Platz in der Meisterschaft. Außerdem nahm Servià 2007 an einem Rennen der Rolex Sports Car Series teil.
Nachdem die Champ Car 2008 mit der IndyCar Series fusionierte, wechselte Servià mit seinem Team, das ab dieser Saison KV Racing Technology hieß, in die IndyCar Series. Er erzielte fünf Platzierungen unter den ersten fünf Piloten und er wurde Neunter in der Meisterschaft. Obwohl er im Gegensatz zu seinem Teamkollegen Will Power kein Rennen gewann, setzte er sich teamintern gegen ihn durch. 2009 erhielt Servià kein Cockpit für eine komplette Saison. Beim Indianapolis 500 trat er für Rahal Letterman Racing an. Für vier der letzten fünf Saisonrennen kehrte zu Newman/Haas/Lanigan Racing zurück und löste Robert Doornbos ab. Mit einem vierten Platz als bestes Resultat beendete er die Saison auf dem 21. Gesamtrang.
Nachdem Servià 2010 ohne Cockpit war, kehrte er 2011 in die IndyCar Series zurück und trat erneut für Newman/Haas Racing an. In den ersten fünf Rennen kam er jeweils unter den ersten zehn Piloten ins Ziel. Beim siebten Rennwochenende in West Allis erzielte er als Dritter schließlich seine erste Podiumsplatzierung in der IndyCar Series. Es gelang ihm, dieses Ergebnis in Loudon und Baltimore mit Position zwei zu übertreffen. Mit insgesamt drei Podest-Platzierungen beendete er die Saison auf dem vierten Platz der Fahrerwertung. Darüber hinaus startete Servià zu einem Rennen der American Le Mans Series (ALMS).
Nachdem Newman/Haas Racing zum Ende der Saison 2011 den IndyCar-Rennbetrieb eingestellt hatte, wechselte Servià zur Saison 2012 zu Dreyer & Reinbold Racing, die in der Saison zunächst werksseitig von Lotus unterstützt wurden und als Lotus – DRR starteten. Nachdem der Rennstall mit den Lotus-Motoren nicht zufrieden war, schloss Dreyer & Reinbold Racing eine Kooperation mit Panther Racing und wechselte auf Chevrolet-Motoren. Bereits beim ersten Rennen mit dem neuen Motor, dem Indianapolis 500 erzielte er den vierten Platz. Ein Rennen später in Detroit folgte als Fünfter eine weitere Top-5-Platzierung. Mit vier Top-5-Platzierungen schloss Servià die Saison auf dem 13. Platz ab. 2013 blieb Servià bei Dreyer & Reinbold Racing, die weiterhin mit Panther Racing kooperierten. Da sein Team sich nach dem Indianapolis 500 aus finanziellen Gründen zurückgezogen hatte, war Servià nach dem fünften Rennen ohne Cockpit. Bei den ersten fünf Rennen kam er zweimal in die Top-10 und erzielte in São Paulo einen vierten Platz. Im weiteren Saisonverlauf kam er bei sieben Rennen für Panther Racing zum Einsatz. Bei zwei dieser Rennen vertrat er Ryan Briscoe, der aufgrund anderer Verpflichtungen bzw. einer Verletzung nicht einsatzbereit war. Servià lag am Saisonende auf dem 22. Gesamtrang.
2014 fand Servià kein permanentes IndyCar-Cockpit. Er absolvierte vier der ersten fünf Rennen für Rahal Letterman Lanigan Racing. Dabei war ein siebter Platz sein bestes Ergebnis. Weitere IndyCar-Rennen absolvierte er in diesem Jahr nicht mehr. Für die erste Saison der FIA-Formel-E-Meisterschaft erhielt Servià anschließend ein Cockpit bei Dragon Racing. Servià bestritt die ersten vier Rennen und kam stets in die Punkte. Vor dem fünften Rennen trat Servià als Rennfahrer des Rennstalls zurück und übernahm die Aufgabe des Managing Directors. Er trat im Verlauf des Jahres 2015 nochmal für Rahal Letterman Lanigan Racing zum Indianapolis 500 an. Darüber hinaus übernahm er auf Wunsch der Familie des tödlich verunglückten Justin Wilson für das letzte Saisonrennen der IndyCar Series 2015 Wilsons Cockpit bei Andretti Autosport. Anfang 2016 bestritt Servià als Vertretung für den gesundheitlich angeschlagenen Power ein IndyCar-Rennen für das Team Penske. Im weiteren Saisonverlauf trat er für Schmidt Peterson with Marotti Racing zum Indianapolis 500 an.

## Statistik

### Karrierestationen
| - 1988–1991: Kartsport - 1993: Französische Formel Renault Campus (Platz 2) - 1995: Französische Formel Renault (Platz 6) - 1995: Eurocup Formel Renault - 1995: Französischer Porsche Carrera Cup - 1996: Französische Formel 3 (Platz 5) - 1997: Französische Formel 3 (Platz 8) - 1997: Britische Formel 3 (Platz 19) - 1998: Indy Lights (Platz 7) - 1999: Indy Lights (Meister) - 2000: CART (Platz 15) | - 2001: CART (Platz 19) - 2002: CART (Platz 16) - 2003: CART (Platz 7) - 2004: Champ Car (Platz 10) - 2005: Champ Car (Platz 2) - 2006: Champ Car (Platz 11) - 2007: Champ Car (Platz 6) - 2007: Rolex Sports Car Series, DP (Platz 61) - 2008: IndyCar Series (Platz 9) - 2009: IndyCar Series (Platz 21) - 2011: IndyCar Series (Platz 4) | - 2011: ALMS, GT - 2012: IndyCar Series (Platz 13) - 2013: IndyCar Series (Platz 22) - 2014: IndyCar Series (Platz 24) - 2015: Formel E (Platz 19) - 2015: IndyCar Series (Platz 32) - 2016: IndyCar Series (Platz 24) - 2017: IndyCar Series (Platz 27) - 2018: IndyCar Series (Platz 35) - 2019: IndyCar Series (Platz 34) |

### Einzelergebnisse in der IndyCar Series
| Jahr | Team                                         | 1   | 2    | 3   | 4     | 5    | 6    | 7   | 8   | 9   | 10  | 11  | 12  | 13  | 14  | 15  | 16  | 17  | 18  | 19  | Punkte | Rang |
| ---- | -------------------------------------------- | --- | ---- | --- | ----- | ---- | ---- | --- | --- | --- | --- | --- | --- | --- | --- | --- | --- | --- | --- | --- | ------ | ---- |
| 2002 | Walker Racing                                | HMS | PHX  | FON | NZR   | INDY | TXS  | PPI | RIR | KAN | NSH | MIS | KTY | STL | CHI | TX2 |     |     |     |     | –      | –    |
| 2002 | Walker Racing                                |     |      | DNQ |       |      |      |     |     |     |     |     |     |     |     |     |     |     |     |     | –      | –    |
| 2008 | KV Racing Technology                         | HMS | STP  | MOT | LBH   | KAN  | INDY | MIL | TXS | IOW | RIR | WGL | NSH | MDO | EDM | KTY | SNM | DET | CHI | SRF | 358    | 9.   |
| 2008 | KV Racing Technology                         | 12  | 7    |     | 5     | 11   | 11   | 6   | 26  | 16  | 5   | 23  | 16  | 5   | 5   | 12  | 15  | 4   | 17  | 5   | 358    | 9.   |
| 2009 | Rahal Letterman Racing                       | STP | LBH  | KAN | INDY  | MIL  | TXS  | IOW | RIR | WGL | TOR | EDM | KTY | MDO | SNM | CHI | MOT | HMS |     |     | 115    | 21.  |
| 2009 | Rahal Letterman Racing                       |     | 26   |     |       |      |      |     |     |     |     |     |     |     |     |     |     |     |     |     | 115    | 21.  |
| 2009 | Newman/Haas Racing                           |     | 11   | 6   | 7     | 4    |      |     |     |     |     |     |     |     |     |     |     |     |     |     | 115    | 21.  |
| 2011 | Newman/Haas Racing                           | STP | ALA  | LBH | SAO   | INDY | TXS  | TXS | MIL | IOW | TOR | EDM | MDO | NHA | SNM | BAL | MOT | KTY | LSV |     | 425    | 4.   |
| 2011 | Newman/Haas Racing                           | 9   | 5    | 6   | 5     | 63   | 21   | 15  | 3   | 14  | 12  | 22  | 8   | 2   | 11  | 2   | 5   | 6   | C   |     | 425    | 4.   |
| 2012 | Lotus – DRR Panther Dreyer & Reinbold Racing | STP | ALA  | LBH | SAO   | INDY | DET  | TXS | MIL | IOW | TOR | EDM | MDO | SNM | BAL | FON |     |     |     |     | 287    | 13.  |
| 2012 | Lotus – DRR Panther Dreyer & Reinbold Racing | 16  | 13   | 16  | 11    | 427  | 5    | 20  | 4   | 21  | 5   | 24  | 25  | 19  | 7   | 19  |     |     |     |     | 287    | 13.  |
| 2013 | Panther DRR                                  | STP | ALA  | LBH | SAO   | INDY | DET  | DET | TXS | MIL | IOW | POC | TOR | TOR | MDO | SNM | BAL | HOU | HOU | FON | 233    | 22.  |
| 2013 | Panther DRR                                  | 17° | 15   | 6   | 4     | 1113 |      |     |     |     |     |     |     |     |     |     |     |     |     |     | 233    | 22.  |
| 2013 | Panther Racing                               |     |      |     |       |      | 19   | 710 | 14  | 12  | 19  | 7   | 19  |     |     |     |     |     |     |     | 233    | 22.  |
| 2014 | Rahal Letterman Lanigan Racing               | STP | LBH  | ALA | IMS   | INDY | DET  | DET | TXS | HOU | HOU | POC | IOW | TOR | TOR | MDO | MIL | SNM | FON |     | 88     | 24.  |
| 2014 | Rahal Letterman Lanigan Racing               |     | 7    | 20  | 12°   | 1129 |      |     |     |     |     |     |     |     |     |     |     |     |     |     | 88     | 24.  |
| 2015 | Rahal Letterman Lanigan Racing               | STP | NOL  | LBH | ALA   | IMS  | INDY | DET | DET | TXS | TOR | FON | MIL | IOW | MDO | POC | SNM |     |     |     | 46     | 32.  |
| 2015 | Rahal Letterman Lanigan Racing               |     |      |     | 29    |      |      |     |     |     |     |     |     |     |     |     |     |     |     |     | 46     | 32.  |
| 2015 | Andretti Autosport                           |     | 12   |     |       |      |      |     |     |     |     |     |     |     |     |     |     |     |     |     | 46     | 32.  |
| 2016 | Team Penske                                  | STP | PHO  | LBH | ALA   | IMS  | INDY | DET | DET | ROA | IOW | TOR | MDO | POC | TXS | WGL | SNM |     |     |     | 72     | 24.  |
| 2016 | Team Penske                                  | 18  |      |     |       |      |      |     |     |     |     |     |     |     |     |     |     |     |     |     | 72     | 24.  |
| 2016 | Schmidt Peterson with Marotti Racing         |     | 1210 |     |       |      |      |     |     |     |     |     |     |     |     |     |     |     |     |     | 72     | 24.  |
| 2017 | Rahal Letterman Lanigan Racing               | STP | LBH  | ALA | PHO   | IMS  | INDY | DET | DET | TXS | ROA | IOW | TOR | MDO | POC | STL | WGL | SNM |     |     | 61     | 27.  |
| 2017 | Rahal Letterman Lanigan Racing               |     |      |     |       |      | 2112 | 20  | 19  |     |     |     |     |     |     |     |     |     |     |     | 61     | 27.  |
| 2018 | Scuderia Corsa with RLL                      | STP | PHO  | LBH | ALA   | IMS  | INDY | DET | DET | TXS | ROA | IOW | TOR | MDO | POC | STL | POR | SNM |     |     | 27     | 35.  |
| 2018 | Scuderia Corsa with RLL                      |     |      |     | 17°26 |      |      |     |     |     |     |     |     |     |     |     |     |     |     |     | 27     | 35.  |
| 2019 | MotoGator Team Stange Racing w/ Arrow SPM    | STP | COA  | ALA | LBH   | IMS  | INDY | DET | DET | TXS | ROA | TOR | IOW | MDO | POC | STL | POR | LAG |     |     | 16     | 34.  |
| 2019 | MotoGator Team Stange Racing w/ Arrow SPM    |     |      |     | 2219  |      |      |     |     |     |     |     |     |     |     |     |     |     |     |     | 16     | 34.  |

Anmerkungen
1. ↑  Fand am selben Tag wie der Toyota Grand Prix of Long Beach statt.
2. ↑  Fand am selben Tag wie der Indy Japan 300 statt.
3. ↑  Es wurden keine Punkte vergeben.

| Farbe      | Bedeutung                                          |
| ---------- | -------------------------------------------------- |
| Gold       | Sieger                                             |
| Silber     | 2. Platz                                           |
| Bronze     | 3. Platz                                           |
| Grün       | 4. und 5. Platz                                    |
| Hellblau   | 6. bis 10. Platz                                   |
| Dunkelblau | Rennen beendet (außerhalb der ersten zehn Piloten) |
| Violett    | Rennen nicht beendet                               |
| Rot        | nicht qualifiziert (DNQ)                           |
| Schwarz    | disqualifiziert (DSQ)                              |
| Weiß       | nicht am Start (DNS)                               |
| Weiß       | zurückgezogen (WD)                                 |
| Weiß       | Rennen abgesagt (C)                                |
| Blanko     | nicht teilgenommen                                 |
| Blanko     | nicht erschienen (DNA)                             |
| Blanko     | verletzt oder krank (INJ)                          |
| Blanko     | ausgeschlossen (EX)                                |

### Einzelergebnisse in der FIA-Formel-E-Meisterschaft
| Jahr    | Team          | 1   | 2   | 3   | 4   | 5   | 6   | 7   | 8   | 9   | 10  | 11  | Punkte | Rang |
| ------- | ------------- | --- | --- | --- | --- | --- | --- | --- | --- | --- | --- | --- | ------ | ---- |
| 2014/15 | Dragon Racing | BEI | PUT | PUN | BUE | MIA | LBH | MON | BER | MOS | LON | LON | 16     | 19.  |
| 2014/15 | Dragon Racing | 7   | 7   | 9   | 9   |     |     |     |     |     |     |     | 16     | 19.  |

| Legende                      | Legende       | Legende                                                                 |
| Farbe                        | Abkürzung     | Bedeutung                                                               |
| ---------------------------- | ------------- | ----------------------------------------------------------------------- |
| Gold                         | —             | Sieger                                                                  |
| Silber                       | —             | 2. Platz                                                                |
| Bronze                       | —             | 3. Platz                                                                |
| Grün                         | —             | Platzierung in den Punkten                                              |
| Blau                         | —             | Klassifiziert außerhalb der Punkteränge                                 |
| Violett                      | DNF           | Rennen nicht beendet                                                    |
| Violett                      | NC            | nicht klassifiziert                                                     |
| Rot                          | DNQ           | nicht qualifiziert                                                      |
| Schwarz                      | DSQ           | disqualifiziert                                                         |
| Weiß                         | DNS           | nicht am Start                                                          |
| Weiß                         | WD            | zurückgezogen                                                           |
| Weiß                         | C             | Rennen abgesagt                                                         |
| Blanko                       |               | nicht teilgenommen                                                      |
| Blanko                       | DNP           | gemeldet, aber nicht teilgenommen                                       |
| Blanko                       | INJ           | verletzt oder krank                                                     |
| Blanko                       | EX            | ausgeschlossen                                                          |
| sonstige Formate und Zeichen | P/fett        | Pole-Position                                                           |
| sonstige Formate und Zeichen | kursiv        | Schnellste Rennrunde (ab 2017/18: Schnellste Rennrunde der ersten Zehn) |
| sonstige Formate und Zeichen | unterstrichen | Führender in der Gesamtwertung                                          |
| sonstige Formate und Zeichen | °             | FanBoost                                                                |
| sonstige Formate und Zeichen | *             | nicht im Ziel, aufgrund der zurückgelegten Distanz aber gewertet        |
| sonstige Formate und Zeichen | ( )           | Streichresultat                                                         |

### Sebring-Ergebnisse
| Jahr | Team       | Fahrzeug   | Teamkollege     | Teamkollege        | Platzierung | Ausfallgrund |
| ---- | ---------- | ---------- | --------------- | ------------------ | ----------- | ------------ |
| 2011 | Jaguar RSR | Jaguar XKR | Bruno Junqueira | Cristiano da Matta | Rang 38     |              |